# Henri François de Cavier
Henri François de Cavier, mort en 1446, est un évêque français du XVe siècle, évêque de Bazas. 

## Éléments biographiques
Henri de Cavier est conseiller du roi d'Angleterre et administrateur de Sainte-Croix de Bordeaux. Il est évêque de Bazas de 1442 à 1446. Cavier est un bon canoniste et est le premier recteur de l'université de Bordeaux.